# ESP (guitarras)
The ESP Guitar Company, Limited (株式会社イーエスピー Kabushiki Gaisha Ī Esu Pī), es una compañía japonesa que fabrica guitarras y bajos eléctricos. Actualmente, su sede central se encuentra en Burbank, California (EE. UU.).

## Historia
En 1975, Hisatake Shibuya abrió en Tokio (Japón) una tienda llamada "Electric Sound Products" (ESP). Inicialmente reparaba guitarras y comercializaba piezas para estas. En 1976, ESP ya se había ganado una buena fama debido a la alta calidad de sus piezas, a la vez que empezó a comercializar instrumentos en el mercado japonés bajo las marcas ESP y Navigator.

Característica forma afilada del clavijero de algunas guitarras ESP.

Las piezas de recambio de ESP se introdujeron por primera vez en Estados Unidos en 1983, empezando a fabricar instrumentos personalizados para artistas de Nueva York entre 1984 y 1985. Entre estos artistas se encontraban Page Hamilton de Helmet, Vernon Reid de Living Colour, Vinnie Vincent y Bruce Kulick de Kiss, y Ron Wood de The Rolling Stones. Por esa época, ESP también introdujo la Serie 400 como la primera línea de producción distribuida en los Estados Unidos. Durante el mismo período, ESP comenzó a crear cuerpos y piezas para Kramer Guitars y otras marcas de instrumentos.
En 1986, George Lynch (Dokken) descubrió la marca ESP estando de gira por Tokio. Lynch entró en una tienda ESP buscando unas piezas de guitarra, y descubrió que ESP también fabricaba guitarras personalizadas. El resultado fue su famosa guitarra "ESP Kamikaze". ESP pronto introdujo la M1 Standard, M1 Custom, Horizon Custom y el bajo Surveyor en el mercado.
En 1987, Kirk Hammett (Metallica) descubrió ESP, y les encargó su guitarra "ESP KH-2", la cual fue lanzada como modelo Signature en 1989. ESP mudó su sede a Nueva York (19th Street), y en 1989 se volvió a mudar, esta vez a la 48th Street, calle en la cual se asentaban las tiendas de guitarras más famosas.
En 1993, la sede de ESP cambió otra vez de lugar, esta vez a Los Ángeles. Allí, ESP abrió una oficina en Sunset Boulevard (Hollywood). En 1996, ESP creó la línea de guitarras LTD, bajo la cual fabricaría productos de una también alta calidad en unas muy variadas líneas de producción, pero a un precio inferior a los productos de la línea principal de ESP.
Al igual que Ibanez, ESP era conocida inicialmente por hacer réplicas de buena calidad de guitarras americanas, incluyendo los famosos modelos Stratocaster de Fender, y Explorer de Gibson. Este último modelo (conocido como la serie EXP) saltó a la fama cuando James Hetfield de Metallica se hizo extremadamente popular en la primera mitad de los años 1980. Sin embargo, tal y como le pasó a Ibanez, ESP hubo de cambiar las líneas de su serie EXP para evitar conflictos con Gibson.

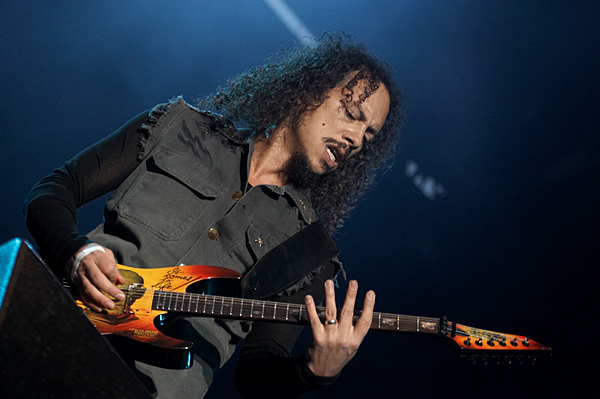
Kirk Hammett de Metallica con una guitarra ESP

En 2002, ESP estaba incluida en el ranking de las compañías musicales que habían crecido con mayor rapidez del mundo. Este se debe a la compra por parte de Fender de Jackson Guitars, con la que ESP había competido a lo largo de los años 80 y 90. Debido a esta operación, muchos músicos que se encontraban en las filas de Jackson se pasaron a las de ESP, debido a un diseño similar de los instrumentos, al manejo y a la calidad de las guitarras y bajos (esto ha traído una gran rivalidad entre los usuarios de las dos compañías, ya que ambos se acusan de utilizar instrumentos de menor calidad). Algunos de estos artistas que dejaron Jackson por ESP fueron Adam Darski de Behemoth, Alexi Laiho, a quien cabe mencionar que cambio la marca por la pérdida de las mismas en una fiesta, y ESP fue la única marca que pudo fabricarle una guitarra en un corto plazo de tiempo y Roope Latvala de Children of Bodom, y Galder y Silenoz de Dimmu Borgir. Aunque recientemente, guitarristas como Glen Drover (King Diamond), y Rob Barrett (Cannibal Corpse) dejaron ESP por otra compañía americana: Dean Guitars.
En el año 2005, ESP celebró su 30.º aniversario introduciendo el modelo "Truckster" de James Hetfield y otros famosos modelos dentro de la serie Signature, algunos de ellos autografiados por sus dueños (Dave Mustaine, George Lynch, Stephen Carpenter, Michael Wilton, Page Hamilton...).

## Popularidad
ESP se ganó la fama al proveer guitarras a guitarristas que llegaron a ser grandes exponentes del thrash metal a través de los años 80, junto con la marca de guitarras Jackson Guitars, incluyendo Metallica, Slayer y Megadeth. Como resultado de estos "fichajes", ESP se ha convertido en una de las marcas de guitarras más populares dentro del género musical del heavy metal. Sin embargo, también han provisto guitarras Signature para otros muchos guitarristas, como Ron Wood (The Rolling Stones), Dan Jacobs (guitarrista principal de la banda Atreyu) y Kasumi Toyama (guitarrista de Poppin' Party). La marca LTD acerca las guitarras ESP a bolsillos más ajustados, manteniendo la calidad y sonido característicos de esta popular marca.

## LTD
En 1996, debido a la buena marcha de la compañía japonesa, ESP comenzó a comercializar instrumentos bajo una nueva marca: LTD (by ESP). Los instrumentos de LTD son similares a los de ESP, pero a un precio más barato y accesible. La Serie 400 de LTD se fabrica en una cadena de montaje en Corea, mientras que las Series por debajo de la 400, se fabrican en Indonesia. Estas guitarras y bajos LTD están fabricados con unos materiales más baratos que los de ESP, mientras que los fabricados por esta última usan un hardware de mayor calidad.

## Nomenclatura
El sistema de nombres de los modelos ESP puede ser un tanto complicado, debido en gran parte a que el esquema seguido ha cambiado varias veces a lo largo de los años. Sin embargo, puede ser resumido de la siguiente manera.
| LTD | F   | - | 400 | FM  | STBLK |
| (1) | (2) |   | (3) | (4) | (5)   |

| ESP | ECLIPSE | - | II  | VB  |
| (1) | (2)     |   | (3) | (5) |

| ESP | KH  | - | 2   | BLK |
| (1) | (2) |   | (3) | (5) |

| Xtone | PC  | - | 2   | V   | STR |
| (1)   | (2) |   | (3) | (4) | (5) |

| LTD | B   | - | 405 | ASB |
| (1) | (2) |   | (3) | (5) |

- (1) marca
- (2) modelo
- (3) apéndice
- (4) designadores específicos
- (5) acabado

Todas las guitarras tiene su correspondiente logo ESP, LTD o Xtone (1) (LTD a veces se representa como ESP LTD, o LTD by ESP, para resaltar la participación de ESP). Por norma general, las guitarras ESP son fabricadas en Japón, utilizando madera de primera calidad y un hardware mejor y de mayor calidad que las guitarras LTD y Xtone, las cuales son fabricadas en Corea e Indonesia. En momentos puntuales, algunas guitarras especiales ESP han sido fabricadas en EE. UU., pero actualmente no se fabrica ninguna guitarra ESP en ese país.
Después, el modelo recibe su nombre básico en referencia a la forma del cuerpo (2), tales como EC, EX, EXP, F, H, etc., excepto en los casos de que la guitarra sea un modelo custom. La forma de algunos cuerpos han sufrido cambios y remodelaciones, las cuales se designan por un apéndice especial, como por ejemplo ECLIPSE-II (3). Algunos modelos tienen dos nombres, uno corto y otro largo. El largo es usado por los modelos ESP, y el corto por los modelos LTD.
Algunos modelos incluyen varios "designadores específicos" (4), como por ejemplo:
- FM — flamed maple body top.
- QM - quilted maple body top.
- SM - spalted maple body top.
- VB - vintage black color.
- NT - No tremolo system fitted. This designation is only used on models where the option of a tremolo is possible.
- V - licensed Bigsby vibrato tailpiece.
- BARITONE — longer scale, heavier strings, lower sounding baritone guitar.
- Rosewood - rosewood fingerboard.
- Maple - maple fingerboard.
- w/EMGs - guitar is equipped with EMG pickups.
- w/Seymour Duncans or w/Duncans - guitar is equipped with Seymour Duncan pickups.

Finalmente, el modelo del acabado puede ser incluido en el nombre (5), como por ejemplo:
- BLK - black
- BD - black with black diamond plate
- BLKS - black satin
- STBLK - see-through black
- VTB - vintage black
- BCH - black cherry
- STBC - see-through black cherry
- TTM - titanium
- OW - Olympic white
- VHB - vintage honey burst
- SW - Snow white
- 2E - Multi colored natural finish.

## Series

### ESP Signature Series
ESP produce varios modelos de guitarras y bajos de los modelos custom de quienes han firmado con ESP. Todos los modelos han sido fabricados bajo el nombre de ESP y de LTD.

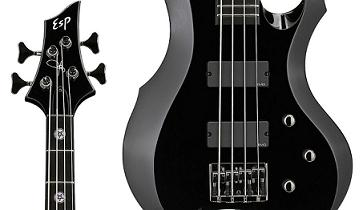
Modelo Signature de Tom Araya (Slayer).

- ESP Richie Sambora (SA-2)
- ESP Richard Z. Kruspe
- ESP James Hetfield
- ESP Kirk Hammett
- ESP Jake E. Lee
- ESP Michael Paget
- ESP Toshihiko Takamizawa
- ESP Dave Mustaine
- ESP George Lynch
- ESP Kai Hansen
- ESP Alexi Laiho
- ESP Hizaki
- ESP Teru
- ESP Stephen Carpenter
- ESP Jeff Hanneman
- ESP Hiro
- ESP Michael Amott
- ESP Mana
- ESP Richard Z
- ESP Page Hamilton
- ESP HIDE-ZOU
- ESP Ron Wood
- ESP Misael Santana
- ESP Fran Quaglia
- ESP Max Cavalera
- ESP Michael Wilton
- ESP Dan Jacobs
- ESP Travis Miguel
- ESP Ahrue Luster
- ESP Jardel Paisante
- ESP Wayne Static
- ESP Tom Araya
- ESP Mille Petrozza
- ESP Chico Jano
- ESP Crying Star SYU

### Series de guitarra
- ESP AX
- ESP Eclipse
- ESP Explorer Series
- ESP Forest
- ESP FX
- ESP Horizon
- ESP Hybrid
- ESP Mirage
- ESP MH
- ESP MHNT
- ESP V
- ESP Viper
- ESP 2005 30th Anniversary
- ESP J Deluxe

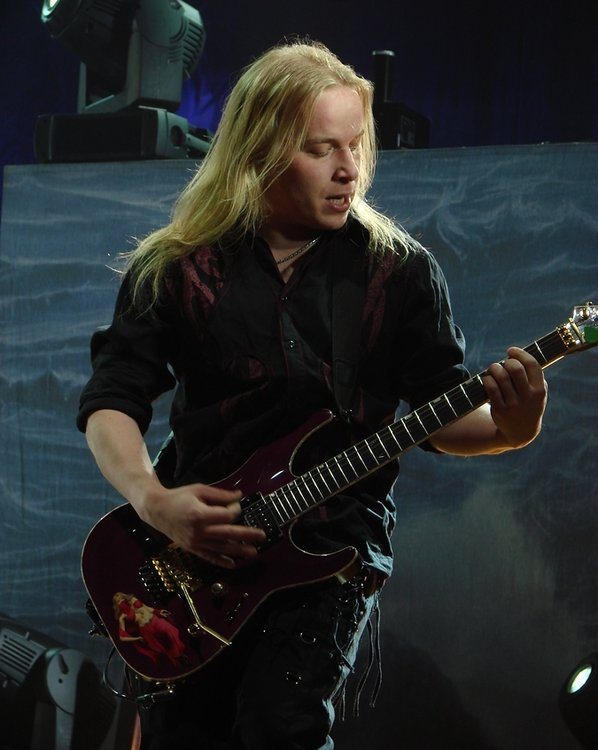
Emppu Vuorinen de Nightwish con una guitarra ESP.

- ESP Artist (sólo disponible en Japón)
- ESP Original
- ESP 400
- ESP Traditional
- ESP Edwards
- ESP Grass Roots
- ESP Italia
- ESP Lakland
- ESP Navigator
- ESP SV
- ESP Junior
- ESP Junior II
- ESP Quaglia III
- ESP M-I DeLuxe

### Series de bajo
- ESP Jacoshenk
- ESP Vintage-4
- ESP B-1000
- ESP D
- ESP AX
- ESP Viper
- ESP EC
- ESP Forest
- ESP B